# Gal·lobeudantita
La gal·lobeudantita és un mineral de la classe dels arsenats, que pertany al grup de la beudantita. Rep el seu nom per la seva relació amb la beudantita i el seu contingut en gal·li.

## Característiques
La gal·lobeudantita és un arsenat de fórmula química PbGa₃(AsO₄)(SO₄)(OH)₆. Va ser aprovada com a espècie vàlida per l'Associació Mineralògica Internacional l'any 1994. Cristal·litza en el sistema trigonal. Els cristalls aïllats són romboèdrics, de gairebé 1 mm; poden ser modificats per {0001}, discoides, de composició fortament zonal; també es troben en agregats subparal·lels. La seva duresa a l'escala de Mohs és 4.
Segons la classificació de Nickel-Strunz, la gal·lobeudantita pertany a «08.BL: Fosfats, etc. amb anions addicionals, sense H₂O, amb cations de mida mitjana i gran, (OH, etc.):RO₄ = 3:1» juntament amb els següents minerals: beudantita, corkita, hidalgoïta, hinsdalita, kemmlitzita, svanbergita, woodhouseïta, arsenogoyazita, arsenogorceixita, arsenocrandal·lita, benauita, crandal·lita, dussertita, eylettersita, gorceixita, goyazita, kintoreïta, philipsbornita, plumbogummita, segnitita, springcreekita, arsenoflorencita-(La), arsenoflorencita-(Nd), arsenoflorencita-(Ce), florencita-(Ce), florencita-(La), florencita-(Nd), waylandita, zaïrita, arsenowaylandita, graulichita-(Ce), florencita-(Sm), viitaniemiïta i pattersonita.

## Formació i jaciments
Va ser descoberta a la mina Tsumeb, a la regió d'Otjikoto, Namíbia, l'únic indret on ha estat descrita, on sol trobar-se associada a altres minerals com: stolzita, plata mercúrica, otjisumeïta, beudantita gàl·lica, hidalgoïta gàl·lica, escorodita, hematites, goethita, renierita, gal·lita, tennantita gàl·lica i calcocita.